# Max l'explorateur

logo de la série

Max l'explorateur est une série de bande dessinée humoristique de Guy Bara. Quelques scénarios sont signés par Rosy et Vicq.

## Synopsis
Les aventures d'un explorateur distrait.

## Personnages des épisodes scénarisés par Rosy
- Max, l'explorateur courageux et astucieux.
- Éphémère Papillon, reporter-photographe ami de Max, distrait et un peu gaffeur.
- Odilon Spotch, reporter-photographe d'un journal concurrent, sympathique malgré sa lâcheté devant le danger.
- Le Gadour, un énorme gorille à la peau orange foncé, qui s'est pris d'affection pour Spotch et ne veut plus le quitter.

## Publication

### Les albums
1. Max l'explorateur (1959, Pulcinella)
2. Max l'explorateur (1966, Dupuis)
3. L'Orteil de Vichnou, scénario Rosy (1967, Dupuis)
4. Le Triangle noir, scénario Rosy (1967, Dupuis)
5. Max l'explorateur (1985, Armonia)
6. Max l'explorateur II (1986, Armonia)

### Pré-publication
La série a été publiée sous forme de strip-gags généralement de trois cases, dessinés à la plume et sans parole, notamment dans France-Soir en France et Le Soir en Belgique en 1954 et dans les quotidiens de plus d'une quarantaine de pays dans le monde sauf aux États-Unis (diffusée par l'agence danoise P.I.B.).
Deux histoires longues de Max l'explorateur — dont L’Oeuf de Pakh, scénarisée par Vicq —, puis des gags d'une page en couleur de Max l'explorateur ont été publiés dans le journal Spirou à partir du no 1363 du 28 mai 1964 jusqu'en 1985 avec une interruption entre 1966 et 1984, ainsi que dans le journal Tintin de 1968 à 1973.
Les deux longs récits qui ont été publiés dans le journal Spirou ont été ensuite édités dans la collection Gag de poche en 1964-65 chez Dupuis : Max et le triangle noir et L'Orteil de Vichnou.

## Dessins animés
Au milieu des années 80, une série de 400 micro-épisodes de Max l’explorateur furent également réalisés en dessins animés,.

## Hommage
En 2018, une exposition est consacrée à Guy Bara et Max l’explorateur à la galerie Huberty & Breyne à Bruxelles,,.